# فلوريس الثاني، كونت هولندا
فلوريس الثاني، كونت هولندا (بالألمانية: Florens II.)‏ (أو فلوريس البدين) (ولد حوالي 1085 في فلاردينجن، جنوب هولندا، هولندا، حكم 1091 – 2 مارس، 1121) كان الأول من سلالة السكان الأصليين لمقاطعة هولندا الذي سمي نفسه كونت هولندا.

## فهرست
- Wessels, Johannes Willhelmus (1908). History of the Roman-Dutch Law. Cape Town: The African Book Company.